# Championnat d'Angleterre de football 1928-1929
Navigation
Édition précédente Édition suivante
La 37e édition du championnat d'Angleterre de football est remportée par The Wednesday. C’est le troisième titre de champion pour le club de Sheffield. Leicester City est deuxième. Aston Villa complète le podium.
Le système de promotion/relégation reste en place : descente et montée automatique, sans matchs de barrage pour les deux derniers de première division et les deux premiers de deuxième division. Cardiff City et Bury FC descendent en deuxième division. Ils sont remplacés pour la saison 1929-1930 par Grimsby Town et Middlesbrough FC.
Dave Halliday, joueur de Sunderland AFC, avec 43 buts, termine meilleur buteur du championnat. 

## Les clubs de l'édition 1928-1929
| Club                                 | Ville               |
| ------------------------------------ | ------------------- |
| Arsenal Football Club                | Londres             |
| Aston Villa Football Club            | Birmingham          |
| Birmingham City Football Club        | Birmingham          |
| Blackburn Rovers Football Club       | Blackburn           |
| Bolton Wanderers Football Club       | Bolton              |
| Burnley Football Club                | Burnley             |
| Bury Football Club                   | Bury                |
| Cardiff City Football Club           | Cardiff             |
| Derby County Football Club           | Derby               |
| Everton Football Club                | Liverpool           |
| Huddersfield Town Football Club      | Huddersfield        |
| Leeds United Football Club           | Leeds               |
| Leicester City Football Club         | Leicester           |
| Liverpool Football Club              | Liverpool           |
| Manchester City Football Club        | Manchester          |
| Manchester United Football Club      | Manchester          |
| Newcastle United Football Club       | Newcastle upon Tyne |
| Portsmouth Football Club             | Portsmouth          |
| Sheffield United Football Club       | Sheffield           |
| Sunderland Association Football Club | Sunderland          |
| The Wednesday                        | Sheffield           |
| West Ham United Football Club        | Londres             |

## Compétition

### Classement
Le classement est établi sur le barème de points classique (victoire à 2 points, match nul à 1, défaite à 0).
| Rang | Équipe            | Pts | J  | G  | N  | P  | Bp | Bc  | Diff |
| ---- | ----------------- | --- | -- | -- | -- | -- | -- | --- | ---- |
| 1    | The Wednesday     | 52  | 42 | 21 | 10 | 11 | 86 | 62  | +24  |
| 2    | Leicester City    | 51  | 42 | 21 | 9  | 12 | 96 | 67  | +29  |
| 3    | Aston Villa       | 50  | 42 | 23 | 4  | 15 | 98 | 81  | +17  |
| 4    | Sunderland        | 47  | 42 | 20 | 7  | 15 | 93 | 75  | +18  |
| 5    | Liverpool         | 46  | 42 | 17 | 12 | 13 | 90 | 64  | +26  |
| 6    | Derby County      | 46  | 42 | 18 | 10 | 14 | 86 | 71  | +15  |
| 7    | Blackburn Rovers  | 45  | 42 | 17 | 11 | 14 | 72 | 63  | +9   |
| 8    | Manchester City   | 45  | 42 | 18 | 9  | 15 | 95 | 86  | +9   |
| 9    | Arsenal           | 45  | 42 | 16 | 13 | 13 | 77 | 72  | +5   |
| 10   | Newcastle United  | 44  | 42 | 19 | 6  | 17 | 70 | 72  | -2   |
| 11   | Sheffield United  | 41  | 42 | 15 | 11 | 16 | 86 | 85  | +1   |
| 12   | Manchester United | 41  | 42 | 14 | 13 | 15 | 66 | 76  | -10  |
| 13   | Leeds United      | 41  | 42 | 16 | 9  | 17 | 71 | 84  | -13  |
| 14   | Bolton Wanderers  | 40  | 42 | 14 | 12 | 16 | 73 | 80  | -7   |
| 15   | Birmingham City   | 40  | 42 | 15 | 10 | 17 | 68 | 77  | -9   |
| 16   | Huddersfield Town | 39  | 42 | 14 | 11 | 17 | 70 | 61  | +9   |
| 17   | West Ham United   | 39  | 42 | 15 | 9  | 18 | 86 | 96  | -10  |
| 18   | Everton           | 38  | 42 | 17 | 4  | 21 | 63 | 75  | -12  |
| 19   | Burnley           | 38  | 42 | 15 | 8  | 19 | 81 | 103 | -22  |
| 20   | Portsmouth        | 36  | 42 | 15 | 6  | 21 | 56 | 80  | -24  |
| 21   | Bury              | 31  | 42 | 12 | 7  | 23 | 62 | 99  | -37  |
| 22   | Cardiff City      | 29  | 42 | 8  | 13 | 21 | 43 | 59  | -16  |

|  | Champion d'Angleterre |
|  | Relégation            |

## Bilan de la saison
| Tableau d'Honneur                    |                  |
| Compétition                          | Vainqueur        |
| Championnat d'Angleterre de football | The Wednesday    |
| Coupe d'Angleterre de football       | Bolton Wanderers |
| Charity Shield                       | Everton FC       |

| Promotions et relégations |                               |
| Promus                    | Grimsby Town Middlesbrough FC |
| Relégués                  | Cardiff City Bury FC          |

## Statistiques

### Meilleur buteur
- Dave Halliday, Sunderland AFC, 43 buts